# Anomala chalcescens
Anomala chalcescens är en skalbaggsart som beskrevs av Sharp 1881. Anomala chalcescens ingår i släktet Anomala och familjen Rutelidae. Inga underarter finns listade i Catalogue of Life.